# Naturschutzgebiet Fettküche

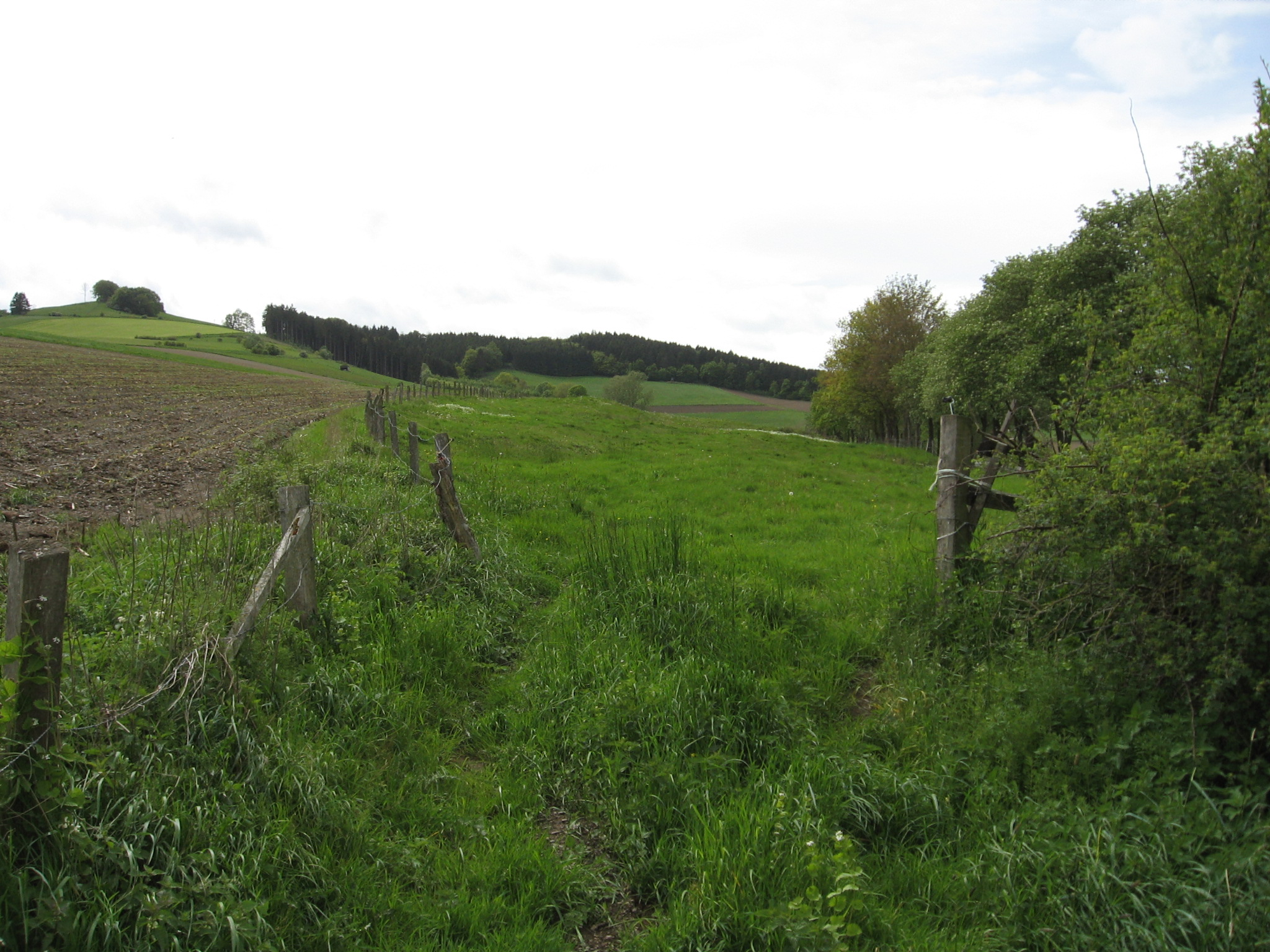
Naturschutzgebiet Fettküche

Das Naturschutzgebiet Fettküche mit einer Größe von 0,7 ha liegt direkt südlich der Bundesstraße 7 zwischen Rösenbeck und Bredelar im Stadtgebiet von Marsberg. Das Gebiet wurde 2001 mit dem Landschaftsplan Hoppecketal durch den Hochsauerlandkreis als Naturschutzgebiet (NSG) ausgewiesen.

## Gebietsbeschreibung
Beim NSG handelt es sich um einen Magergrünlandbereich. Im Gebiet kommen gefährdete Pflanzenarten vor. Das NSG wird mit Rindern beweidet. Südlich des NSG schließen sich Ackerflächen an.
Das Landesamt für Natur, Umwelt und Verbraucherschutz Nordrhein-Westfalen dokumentierte im Schutzgebiet die Pflanzenarten Blaugrüne Binse, Breitblättriger Thymian, Deutsches Weidelgras, Echtes Johanniskraut, Echtes Labkraut, Flutender Schwaden, Gewöhnlicher Glatthafer, Gewöhnlicher Hornklee, Gewöhnliches Ferkelkraut, Horst-Rot-Schwingel, Kleine Bibernelle, Kleines Habichtskraut, Mittlerer Wegerich, Rasen-Schmiele, Rot-Schwingel,  Rundblättrige Glockenblume, Spitzblütige Binse, Sumpf-Kratzdistel, Sumpf-Vergissmeinnicht, Wald-Schaumkraut, Wald-Simse, Wiesen-Bärenklau, Wiesen-Kammgras, Wiesen-Sauerampfer, Wiesen-Schafgarbe und Wiesen-Flockenblume.

## Schutzzweck
Das NSG soll das Grünland schützen. Wie bei allen Naturschutzgebieten in Deutschland wurde in der Schutzausweisung darauf hingewiesen, dass das Gebiet „wegen der Seltenheit, besonderen Eigenart und Schönheit des Gebietes“ zum Naturschutzgebiet wurde.

## Naturschutzmaßnahmen
Im Jahr 2015 wurde die gesamte Fläche des NSG durch die Nordrhein-Westfalen-Stiftung Naturschutz, Heimat- und Kulturpflege (NRW-Stiftung) angekauft. Der Verein für Natur- und Vogelschutz im Hochsauerlandkreis betreut die Fläche im Auftrag der NRW-Stiftung.